# 2. Sinfonie (Mahler)
Die 2. Sinfonie in c-Moll ist eine Sinfonie mit Sopran- und Altsolistinnen sowie gemischtem Chor von Gustav Mahler.
Der häufig verwendete Beiname Auferstehungssinfonie stammt nicht von Mahler.

## Entstehung
Die Entstehungsgeschichte der gesamten Sinfonie erstreckt sich, bedingt durch Mahlers Arbeitsbelastung als Dirigent, über mehrere Jahre. Das Werk schrieb er zwischen 1888 und 1894. Im September 1888 war die Instrumentierung des ersten Satzes, der zu diesem Zeitpunkt den Titel „Totenfeier“ trug, bereits abgeschlossen. Offenbar kam Mahler durch den Antritt der Stelle des Opernchefs in Budapest und seinen anschließenden Umzug nach Hamburg nicht zur weiteren Arbeit an der Sinfonie. So entstanden der zweite und dritte Satz erst 1893 und die gesamte Sinfonie wurde erst 1894 fertiggestellt. Die Idee zum Schlusssatz, welcher die Idee der Auferstehung vertont, kam Mahler nach eigener Aussage 1894 auf der Totenfeier für Hans von Bülow in der Hamburger St.-Michaelis-Kirche. Die Anregung zur Wahl eines Klopstock-Textes erhielt Mahler möglicherweise auch durch seinen Studienkollegen Hans Rott, auf dessen E-Dur-Symphonie er in seiner 2. Symphonie mehrfach Bezug nimmt. Rott hatte bereits 1877 einen Liedtext Klopstocks mit dem Titel „Die Auferstehung Jesu“ für Chor und Orchester vertont.
Zeitgleich vertonte Mahler die Lieder aus Des Knaben Wunderhorn, von denen er das Lied „Des Antonius von Padua Fischpredigt“ nur instrumental, das Lied „Urlicht“ auch vokal in der Sinfonie verwendete.

## Zur Musik

### Besetzung
Sopran- und Altsolo, gemischter Chor, 4 Flöten (alle auch Piccoloflöten), 4 Oboen (3. und 4. auch Englischhorn), 5 Klarinetten (1. und 2. in A, B und C, 3. in A, B, C und Bassklarinette, 4. in Es, 5. in A, B und Es), 4 Fagotte (4. auch Kontrafagott), 6 Hörner, 6 Trompeten, 4 Posaunen, Basstuba, Orgel, Pauken (2 Spieler), Schlagwerk (Glockenspiel, 2 Triangeln, 2 Tamtams (hoch und tief), 3 tiefe Glocken, Becken, kleine Trommel (mehrfach besetzt), große Trommel), 2 Harfen, I. Violine, II. Violine, Bratsche, Violoncello, Kontrabass (mindestens 2 Kontrabässe mit Kontra-C-Saite). Dazu ein isoliert platziertes Fernorchester mit 4 Hörnern, 4 Trompeten, Pauke, großer Trommel, Becken sowie Triangel.

### 1. Satz: Allegro maestoso. Mit durchaus ernstem und feierlichem Ausdruck
Der erste Satz nimmt eine exponierte Stellung in der Sinfonie ein. Die sogenannte Totenfeier ist der erste der beiden monumentalen Rahmensätze. Sein Gegenstück ist der abschließende Satz Auferstehung. Der Satz wurde nach der Fertigstellung der Erstfassung zunächst mit „Sinfonie in c-Moll“ überschrieben. Später änderte Mahler die Überschrift in „Todtenfeier“ und führt den Satz auch allein, unabhängig von der gesamten Sinfonie, unter diesem Namen auf. Die Totenfeier ist lose an die Sonatensatzform angelehnt. Die Exposition beginnt mit einem Akkord der tiefen Streicher, worauf sich eine unruhige Figur und schließlich ein markantes Motiv in den tiefen Streichern entwickelt. Der Finalsatz nimmt diese Streicherfigur wieder auf. Die Bläser intonieren anschließend das Hauptthema des ersten Satzes auf diesem Klangteppich:

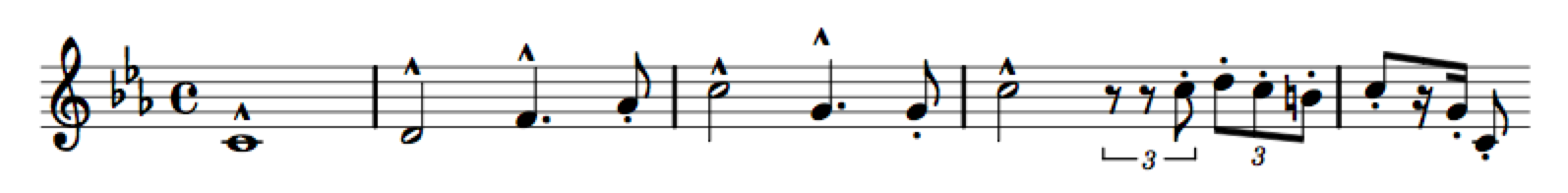
Hauptthema des 1. Satzes

Die Fortentwicklung des Themas nimmt marschähnliche Züge an, was sich aus dem zweiten Teil des Themas herleitet. Ein anschließend aufkommender lyrischer Gedanke kann durchaus als ein zweites Thema bezeichnet werden, welches in einem dramatischen Höhepunkt in c-Moll endet. Anschließend folgt die Wiederholung der Exposition, in der ein choralähnlicher Gedanke im Marschduktus auftaucht. Im Folgenden dominiert eine gespannte und undefinierte Stimmung, welche durch die tiefen Streicher weiterhin bedrohlich wirkt. Erst die Intonation des lyrischen Gegenthemas in piano vermag diese Spannung ein wenig aufzulösen. Dennoch verliert das musikalische Geschehen sein angespanntes Warten nicht vollkommen. Ein gesangliches Holzbläsermotiv, das an Dvořák erinnert, ergänzt das zweite Thema. Die nach einiger Zeit zurückkehrenden bewegten Figuren der tiefen Streicher in der Begleitung lösen eine vorwärtsdrängende Dynamik aus, welche sich langsam zu einem Höhepunkt steigert. Einige Trompetenakkorde führen zurück in eine lyrische Stimmung, die Anspannung hat sich etwas weiter aufgelöst. Wenige Momente später kehrt sie jedoch zu Beginn der Durchführung mit aller Macht zurück. Die Streicherfigur führt zu einem kurzen Aufbegehren des Orchesters in forte. Ebenso unvermittelt löst sich diese Stimmung jedoch wieder auf und führt zu einem kurzen Ruhepunkt. Hieraus entwickelt sich weiter eine vorwärtsdrängende Dynamik. Ein Vorgang, der sich oftmals wiederholt und auf dessen Gipfelpunkt das Hauptthema jubelnd vorgetragen wird, bevor es zu einem Spannungsaufbau in höchster Dramatik und im Tutti des Orchesters kommt. Der Marschcharakter setzt sich in diesem Moment immer stärker durch, was die Musik teilweise militant wirken lässt. Der Gipfelpunkt des Satzes ist in einem mehrfach wiederholten dissonanten Akkord im Orchestertutti erreicht und bedeutet den Zusammenbruch des Geschehens. Nun beginnt ein reprisenähnlicher Teil mit dem Motiv der tiefen Streicher. Ein absteigendes, bedrohliches Motiv der Streicher läutet die Coda ein, worauf sich der Marschgedanke in den Bläsern exponiert. Der bekannte vorwärtsdrängende Impuls taucht wieder auf, findet aber kein richtiges Ventil und sinkt ohnmächtig in sich zusammen. Einige Akkorde der Bläser beenden den Satz, begleitet von den unruhigen Figuren der tiefen Streicher und verhaltenen Paukenschlägen, bevor eine chromatisch absteigende Tonleiter des Orchesters ein letztes Abstürzen des Geschehens bewirkt.
Mahler verlangt am Ende des ersten Satzes eine Pause von mindestens 5 Minuten, bevor die weiteren Sätze erklingen sollen.

### 2. Satz: Andante comodo. Sehr gemächlich. Nie eilen
Der zweite Satz stellt einen einfachen Tanzsatz dar. Das Thema wirkt traditionell, fast klassizistisch. Das friedliche und idyllische Menuettthema ist einfach gehalten:

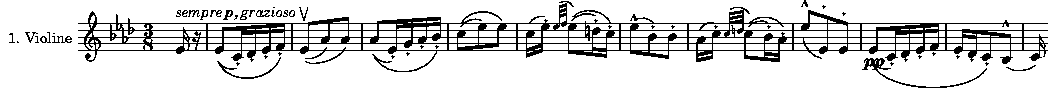
Thema des 2. Satzes

Das erste Trio wird von einer bewegten Streicherfigur eingeleitet, worauf sich eine spartanische Melodie der Holzbläser exponiert. Das Trio erinnert teilweise an Beethoven. Genauso spukhaft, wie es eingesetzt hat, verschwindet es wieder und das Menuett kehrt zurück. Das zweite Trio stellt eine dramatischere Wiederholung des ersten Trios dar. Es wird nun auch von Blechbläsern und Pauke intoniert und erfährt eine dynamische Steigerung. Das wiederkehrende Menuettthema wird zunächst ausschließlich im Pizzicato der Streicher, unterstützt von der Harfe, gespielt. Dies führt zu einem ungewohnten und interessanten Klangbild.

### 3. Satz: In ruhig fließender Bewegung
Der dritte Satz der Sinfonie ist mit dem Lied Des Antonius von Padua Fischpredigt aus den Wunderhorn-Liedern verknüpft, verlässt den Rahmen des rein Instrumentalen jedoch nicht. Der Satz entstand nach dem Klavierlied, welches als Vorlage diente, jedoch vor der Orchesterfassung des Klavierliedes. Er gleicht einem Scherzo, da seine Gestalt den Prinzipien des Scherzos in der Form A-B-A entspricht. Die A-Teile sind hierbei sehr eng an das Lied angelehnt, während der B-Teil neu komponiert wurde. Der Satz beginnt mit einem doppelten Paukenschlag, woraufhin sich die markant-fließende Bewegung des Satzes, ausgehend von der Pauke, in Gang setzt. Stets im Dreiertakt gehalten, entfalten die Streicher und Holzbläser kurze Motive auf der Begleitung von Pizzicati der Streicher und markanten Einsätzen von Schlaginstrumenten, beispielsweise der Rute. Dies geschieht auf mannigfaltige und klanglich differenzierte Weise. Dieses Klangbild verdeutlicht einerseits das fließende Wasser und die aus allen Richtungen heranschwimmenden Fische, andererseits das Grotesk-Stupide der Situation. Eine Predigt wird gehalten, dennoch verändert sich nichts. Im Text heißt es dazu: „Die Predigt hat g’fallen, Sie bleiben wie allen.“ Dieser Humor ist als Satire auf die Menschen anzusehen. Das Trio verwendet eine einfache, entfernt an einen Choral erinnernde Melodie, welche mehr ein unklar artikuliertes Klangbild als eine konkrete Melodie darstellt. Die Wiederkehr des Scherzos verläuft zunächst wie der erste Teil. Gegen Ende überstürzt sich die hastige Bläserfigur zu einem kleinen musikalischen Zusammenbruch, welcher als Ende der Predigt zu verstehen ist. Anschließend entfernen und lösen sich die Motive langsam auf. Nach kurzem Stillstand kehrt die alte Bewegung unverändert zurück und der Satz endet in diesem Duktus mit einigen piano verklingenden Bläserakkorden.

### 4. Satz: Urlicht – Sehr feierlich aber schlicht. Nicht schleppen
Der vierte Satz basiert ebenfalls auf einem Gedicht der Sammlung Des Knaben Wunderhorn. Hier verwendet Mahler das Gedicht
„Urlicht“ und fügt erstmals in seinem sinfonischen Schaffen die menschliche Stimme zum Aufführungsapparat hinzu. Dieses Orchesterlied ist für Altsolo konzipiert. Das Lied „Urlicht“ in Mahlers Liederzyklus Des Knaben Wunderhorn unterscheidet sich kaum von diesem Sinfoniesatz. Laut Mahlers Freundin Natalie Bauer-Lechner sagte Mahler über diesen Satz: „Das ‚Urlicht‘ ist das Fragen und Ringen der Seele um Gott und um die eigene göttliche Existenz über dieses Leben hinaus.“ Der kurze Satz nimmt eine Schlüsselstellung in der Konzeption des Werkes ein. Er beantwortet die Fragen des vorangegangenen Scherzos und leitet das ebenfalls vokale Finale, die Sinfoniekantate, ein.
Die dreiteilige Form des Satzes wird von einem Motto eröffnet, in welchem der erste Vers des Liedes vertont wird. Der Gesang wirkt wie ein feierlicher, aber schlichter Choral. Im zarten Piano der Begleitakkorde der Streicher intoniert der Alt den ersten Vers, was von einem Blechbläserchor in feierlichem Ton beantwortet wird. Die wichtigen Verse „Der Mensch liegt in größter Not, der Mensch liegt in größter Pein“ lassen den Klang kurzzeitig nach Moll gleiten. Mahler verwendet äußerst viele Taktwechsel in diesem Teil des Liedes.

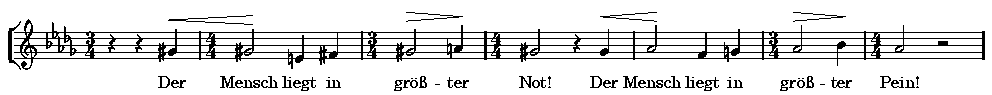
Alt-Solo, Detail

Der zweite Teil ist ein wenig bewegter und lebendiger gestaltet. In diesem Teil stehen die Kontraste des Liedes deutlich nebeneinander. Volkstümliche Elemente wie zum Beispiel das Violinsolo mit Klarinettenbegleitung werden ungleich empfindsameren Partien, die vor allem durch die Alt-Solistin verkörpert werden, gegenübergestellt. Der bewegte Mittelteil ist des Weiteren von zahlreichen Tonartenwechseln geprägt. Die beschriebene Engelsvision vertont Mahler anschaulich durch die explizite Verwendung von Harfe und Glockenspiel. Der inhaltlich wichtige letzte Teil behandelt die beiden letzten Verse, welche den Übergang zum Finale darstellen. Die Musik erreicht ihre schlichte und feierliche Gestalt des ersten Teils wieder. Die nun drängenderen Motive leiten sich vom ersten Teil des Liedes her. Der Text lautet an dieser Stelle: „Der liebe Gott wird mir ein Lichtchen geben, wird leuchten mir bis in das ewig’ selig’ Leben.“ Der Gedanke des ewigen Lebens stellt die Verbindung von Totenfeier und Auferstehung dar und führt direkt in das Finale.

### 5. Satz: Im Tempo des Scherzos. Wild herausfahrend – Wieder zurückhaltend – Langsam. Misterioso
Der Text des Finalsatzes basiert auf dem Gedicht Die Auferstehung von Friedrich Gottlieb Klopstock. Mahler vertonte die ersten beiden Strophen des klopstockschen Textes, die er durch eigene Hinzudichtung ergänzte und veränderte, um den individuellen Ausdruck zu steigern, siehe Text. Der Text wird vom Sopran- und Altsolo sowie dem gemischten Chor gesungen. Das zweiteilige Finale beginnt jedoch mit einem ausgewachsenen rein orchestralen Teil. Dieser beginnt mit der „wild herausfahrenden“ Figur der tiefen Streicher aus dem ersten Satz. Sie kulminiert sofort in einem dissonanten Tuttiakkord. Erst danach entfaltet sich ein Klangteppich durch die Streicher, auf dem das Hauptthema (Auferstehungsthema), welches später eine großartige Apotheose erfahren wird, verhalten intoniert wird. Eine Generalpause folgt dieser ersten Vorstellung des Themas und wird von einer Hornfanfare abgelöst. Es entwickelt sich nun sehr langsam und äußerst verhalten in mehreren Anläufen eine vorwärtsdrängende Dynamik, welche durch ein initiierendes Motiv der Holzbläser auch das Auferstehungsthema neu aufnimmt. Dieses wandert piano durch die verschiedenen Gruppen des Orchesters. Einige Tremoli der Streicher führen schließlich eine vorsichtige Steigerung herbei, welche zu einer choralähnlichen Intonation des Auferstehungsthemas führt, die sich zu feierlicher Größe aufschwingt. Ein Paukenwirbel läutet eine äußerst bewegte und ausdrucksvolle Passage ein, in welcher in den Blechbläsern einige Motive erscheinen und schnell wieder verklingen. Ein rhythmischer Untergrund der Streicher führt zu einer veränderten Wiederkehr des Hauptthemas. Die durchweg forte ablaufende Passage endet mit einigen dissonanten Akkorden, welche sie in die Tiefe absinken lassen und zu einem Neuaufbau führen. Dies geschieht durch einen marschartigen Teil, welcher in einem Tutti-Gipfelpunkt des ganzen Orchesters endet. All diese Anläufe kommen zu keinem Ziel, weshalb Mahler nun zum Mittel der menschlichen Stimme greift, die im hier beginnenden zweiten Teil des Satzes zum Einsatz kommt. Mahler baut dafür in einem langwierigen Prozess eine äußerst gespannte Stimmung auf, in dessen Verlauf Fanfaren von einem separat platzierten Fernorchester erklingen. Der gesamte restliche Verlauf des Satzes gleicht einem großen sich steigernden Spannungsbogen, der auf eine Schlussapotheose ausgerichtet ist. Der Chor fängt nun äußerst behutsam pianissimo an, die ersten Verse des Textes auf dem Auferstehungsthema zu intonieren: „Auferstehen, ja auferstehen wirst du, mein Staub, nach kurzer Ruh! Unsterblich Leben wird, der dich rief, dir geben.“ Die Solistinnen und Blechbläser treten im weiteren Verlauf fast unmerklich hinzu. In einem orchestralen Zwischenspiel steigert Mahler die Dynamik langsam. Der Chor setzt seinen Gesang in der Lautstärke leicht gesteigert fort. Erneut treten zum Ende der Strophe Trompete und Solistinnen hinzu. Der Alt rezitiert den folgenden längeren Abschnitt solistisch und wird dabei gelegentlich von einer Solovioline unterstützt. Der Chor setzt mit einer plötzlichen dynamischen Steigerung wieder ein, mit den Worten: „Was entstanden ist, das muss vergehen! Was vergangen, auferstehen“. In den folgenden Passagen des Gesanges kommt es häufig zu plötzlichen dynamischen Veränderungen. Nun übernehmen Alt und Sopran zusammen die folgende Textpassage. Mahler steigert immer deutlicher Geschwindigkeit und Dynamik und kommt zu einem Gipfelpunkt mit den Worten: „Sterben werd’ ich, um zu leben! Auferstehen, ja auferstehen wirst du.“ Die Apotheose des Auferstehungsthemas ist erreicht und wird Tutti von Orchester, Chor und Orgel ausgesungen. Mit einer letzten großartigen Steigerung erreicht der Text seine letzte und zentrale Aussage: „Was du geschlagen, zu Gott wird es dich tragen“. Ein prächtiges orchestrales Nachspiel beendet den gewaltigen Satz mit einem mächtigen Akkord.

## Wirkung
Die Uraufführung der gesamten Sinfonie fand am 13. Dezember 1895 in Berlin unter der Leitung Gustav Mahlers statt. Die ersten drei Sätze waren bereits am 4. März 1895 von Mahler aufgeführt worden. Veranstaltungsort beider Konzerte war die Alte Philharmonie in der Bernburger Straße.
Die Kritiken im Anschluss waren größtenteils verhalten, teilweise sogar spöttisch. Die Allgemeine Musik-Zeitung sprach in harten Worten von einem „hohlen Nichts“ und „brutaler Geschmacklosigkeit“. Das Resumé von „Lärm, Skandal, Unfug, Umsturz“ zeigt die Überforderung des Publikums mit Mahlers radikal neuem Werk. Mahler beschreibt in diesem Zusammenhang auch die Reaktion Hans von Bülows auf den ersten Satz: „Als ich ihm meine Totenfeier vorspielte, geriet er in nervöses Entsetzen und erklärte, dass Tristan gegen mein Stück eine Haydnsche Symphonie ist, und gebärdete sich wie ein Verrückter.“ Einige aufgeschlossener gesinnte Zeitgenossen wie Anton Webern äußerten sich jedoch bewundernd über Mahlers Sinfonie. Er bezeichnete Mahler nach diesem Werk als „tiefinnerlichen Komponisten“. Der konservative Johannes Brahms bezeichnete Mahler aufgrund der 2. Sinfonie als „König der Revolutionäre“. Angesichts der weiteren Entwicklung der Musikgeschichte und späterer mahlerscher Sinfonien wirkt die 2. Sinfonie in klanglicher Hinsicht heute kaum noch revolutionär. Ihre Dimensionen gelten hingegen nach wie vor als ungewöhnlich groß. Das Werk gehört zu den beliebtesten Sinfonien Mahlers und ist häufig in den Programmen der großen Orchester zu hören.

## Stellenwert
Die 2. Sinfonie stellt in vielerlei Hinsicht den revolutionären Beginn von Mahlers Fortentwicklung des Genres bis an seine Grenzen dar. War die 1. Sinfonie noch viersätzig gehalten und nicht umfangreicher besetzt als die Sinfonien Bruckners, stellt die 2. Sinfonie diesbezüglich einen Neubeginn dar. Die fünfsätzige Gliederung des Werkes zeigt bereits, dass das klassische viersätzige Schema hier nicht mehr zur Anwendung kommt. Mahler erweitert die Satzzahl in vielen seiner weiteren Sinfonien, was bisher nur vereinzelt in der Musikgeschichte getan wurde. Die große Besetzung der Sinfonie stellt ebenfalls ein Novum dar. Einen ähnlich großen Orchesterapparat schreibt Mahler nur in der 3. und 8. Sinfonie vor. Auch die Aufführungsdauer von über 90 Minuten stellt eine radikale Neuerung dar, welche nur bei Bruckner zuvor vereinzelt erreicht wurde. Zusammen mit der nachfolgenden 3. Sinfonie stellt sie Mahlers umfänglichstes Werk und eine der größten Sinfonien der Musikgeschichte dar. Das Werk folgt, wie die meisten Sinfonien Mahlers, einem inhaltlichen Konzept. Wie in den meisten Sinfonien Mahlers gilt das Motto Per aspera ad astra (‚Durch das Raue zu den Sternen‘). Ausgehend von einer ausgedehnten Totenfeier endet die Sinfonie in einem triumphalen Auferstehungssatz. Hier vertont Mahler das Gedicht „Auferstehung“ von Friedrich Gottlieb Klopstock. Der Satz ist mit einer Spieldauer von 38 Minuten der längste Sinfoniesatz Mahlers. Auf Grund des dritten und vierten Satzes gehört die 2. wie die 3. und 4. Sinfonie zu den Wunderhorn-Sinfonien. Sie vertont Gedichte aus der Sammlung Des Knaben Wunderhorn von Clemens Brentano und Achim von Arnim. Die Vorlage des instrumental gehaltenen dritten Satzes ist das Gedicht „Des Antonius von Padua Fischpredigt“. Der von einer Altstimme gesungene vierte Satz stellt das Lied „Urlicht“ aus der Sammlung dar. In ihrem Gesamtkonzept vermischt die zweite Sinfonie Gedanken- und Traditionsstränge unterschiedlichster Herkunft, weshalb sie bisweilen als „synkretistische Sinfonie“ bezeichnet wird. So vermischt sich beispielsweise die klassisch-romantische Sinfonie mit den Errungenschaften Wagnerscher Musik. Noch verabschiedet sich Mahler nicht völlig vom Pathos der spätromantischen Sinfonien, wie er es später radikal in seiner 4. Sinfonie tut. Vielmehr nimmt die 2. Sinfonie alle vorherrschenden musikalischen Traditionen in sich auf, ohne sie miteinander vereinigen zu wollen, was oftmals zu einem Nebeneinander konträrer Elemente führt. Dieser typische Zug mahlerscher Musik, welcher in der 3. Sinfonie noch deutlicher wird, ist hier bereits deutlich ausgebildet. Der bereits bei Wagner zu findende Hang einer übergreifenden Verschmelzung der Künste zu einem Universalkunstwerk wird in diesem Werk zum Programm. Und so stellt der Einsatz der menschlichen Stimme keine „Nachahmung Beethovens“ dar (ein Vorwurf, den Mahler fürchtete), sondern ist die Konsequenz einer Verschmelzung der musikalischen Materialien und der Aufweichung der traditionellen Gattungsbegriffe.

## Rezeptionsgeschichte
Zu den bekannten Interpretinnen des Altsolos zählt die amerikanische Sängerin Mme. Charles Cahier, die von Mahler persönlich 1907 an die Wiener Hofoper verpflichtet worden war.
Das Scherzo bildet zudem die Grundlage für den dritten Satz in Luciano Berios Sinfonia: Auf Basis von Mahlers Scherzo werden Texte sowie musikalische Zitate aus anderen Werken zu einer Collage montiert.
Gilbert Kaplans Einspielung von Mahlers 2. Sinfonie mit dem London Symphony Orchestra 1987 wurde 1988 von der New York Times zu einer der Records of the Year gewählt. In mehr als 175.000 Exemplaren verkauft, wurde sie zur meistverkauften Mahler-Aufnahme der Geschichte.
Die Originalpartitur wurde 2016 bei Sotheby’s für 5,3 Millionen Euro versteigert und war damit das bis dahin teuerste Musikmanuskript.

## Bearbeitungen
Mehrere Bearbeitungen von Mahlers Zweiter Sinfonie wurden im Laufe der Jahre erstellt, um Aufführungen unter unterschiedlichen Rahmenbedingungen zu ermöglichen. So entstand 2013 eine Fassung für reduziertes Orchester von Douglas Cuomo und Gilbert Kaplan, die von Kaplan dirigiert wurde. Im Jahr 2024 veröffentlichte der Musikverlag Universal Edition eine weitere Fassung für Kammerensemble, Solisten und Chor, die sich in die Tradition kammermusikalischer Bearbeitungen der Mahler-Sinfonien einreiht.